# جبل رأس الأقرع
رأس الأقرع جبل يقع بين بلدة ساكب ودبين شمال الأردن. يبلغ ارتفاعه عن مستوى سطح البحر 1098 م.

## التسمية
الجَبَلٌ الأقْرَعُ هو الجبل الذي لا نَباتَ فِيهِ. سُمِّي برأس الأقرع لأن قمته تخلو من الأشجار.